# Kvannkjosen
Kvannkjosen est une localité du comté de Nordland, en Norvège.

## Géographie
Administrativement, Kvannkjosen fait partie de la kommune de Lødingen.